# Młynarski Plays Młynarski
Młynarski Plays Młynarski – polski zespół wykonujący muzykę z pogranicza jazzu, bluesa i szeroko pojętej muzyki alternatywnej.
Grupa powstała z inicjatywy perkusisty i wokalisty Jana Młynarskiego, syna Wojciecha Młynarskiego. Skład zespołu utworzyli ponadto wokalistka Gaba Kulka, pianista Piotr Zabrodzki, organista Kuba Galiński, gitarzysta Marian Wróblewski, kontrabasista Wojciech Traczyk i grający na instrumentach perkusyjnych Manolo Alban Juarez.

## Dyskografia
Albumy
| Tytuł                              | Dane dot. albumu                                          | Pozycja na liście |
| Tytuł                              | Dane dot. albumu                                          | POL               |
| ---------------------------------- | --------------------------------------------------------- | ----------------- |
| Rebeka nie zejdzie dziś na kolację | - Data: 10 października 2010 - Wydawca: Mystic Production | 14                |

Notowane utwory
| Tytuł         | Rok  | Pozycja na liście | Pozycja na liście | Album                              |
| Tytuł         | Rok  | LP3               | RDC               | Album                              |
| ------------- | ---- | ----------------- | ----------------- | ---------------------------------- |
| „Lubię wrony” | 2010 | 7                 | 24                | Rebeka nie zejdzie dziś na kolację |

## Nagrody i wyróżnienia
| Rok  | Kategoria                      | Nagroda  | Uwagi     | Źródło |
| ---- | ------------------------------ | -------- | --------- | ------ |
| 2011 | Album roku – piosenka poetycka | Fryderyk | Nominacja | [ 6 ]  |
| 2011 | Fonograficzny debiut roku      | Fryderyk | Nominacja | [ 6 ]  |